# 1884 Скип
1884 Скип (енгл. 1884 Skip) је астероид главног астероидног појаса са пречником од приближно 11,22 km.
Афел астероида је на удаљености од 3,059 астрономских јединица (АЈ) од Сунца, а перихел на 1,793 АЈ.
Ексцентрицитет орбите износи 0,260, инклинација (нагиб) орбите у односу на раван еклиптике 21,822 степени, а орбитални период износи 1380,469 дана (3,779 године).
Апсолутна магнитуда астероида је 11,70 а геометријски албедо 0,293.
Астероид је откривен 2. марта 1943. године.